# Balonul de Aur, ediția 2004
Balonul de Aur, ediția 2004 acordat celui mai bun fotbalist din Europa de un juriu format din  jurnaliști sportivi a fost câștigat de Andriy Shevchenko pe 14 decembrie 2004.
Shevchenko a fost primul ucrainean care a câștigat premiul. A fost al cincilea jucător al lui Milan care a câștigat trofeul după Gianni Rivera (1969), Ruud Gullit (1997), Marco van Basten (1988, 1989, 1992) și  George Weah (1995).

## Clasament
| Locul | Jucător              | Naționalitate    | Club              | Puncte |
| ----- | -------------------- | ---------------- | ----------------- | ------ |
| 1     | Andriy Shevchenko    | Ucraina          | Milan             | 175    |
| 2     | Deco                 | Portugalia       | Barcelona         | 139    |
| 3     | Ronaldinho           | Brazilia         | Barcelona         | 133    |
| 4     | Thierry Henry        | Franța           | Arsenal           | 80     |
| 5     | Theodoros Zagorakis  | Grecia           | Bologna           | 44     |
| 6     | Adriano              | Brazilia         | Internazionale    | 27     |
| 7     | Pavel Nedvěd         | Republica Cehă   | Juventus          | 23     |
| 8     | Wayne Rooney         | Anglia           | Manchester United | 22     |
| 9     | Ricardo Carvalho     | Portugalia       | Chelsea           | 18     |
| 9     | Ruud van Nistelrooy  | Olanda           | Manchester United | 18     |
| 11    | Angelos Charisteas   | Grecia           | Werder Bremen     | 15     |
| 12    | Cristiano Ronaldo    | Portugalia       | Manchester United | 11     |
| 12    | Milan Baroš          | Republica Cehă   | Liverpool         | 11     |
| 14    | Zlatan Ibrahimović   | Suedia           | Juventus          | 8      |
| 15    | Samuel Eto'o         | Camerun          | Barcelona         | 7      |
| 15    | Kaká                 | Brazilia         | Milan             | 7      |
| 17    | Traianos Dellas      | Grecia           | Roma              | 5      |
| 17    | Fernando Morientes   | Spania           | Real Madrid       | 5      |
| 17    | Frank Lampard        | Anglia           | Chelsea           | 5      |
| 17    | Didier Drogba        | Coasta de Fildeș | Chelsea           | 5      |
| 17    | Gianluigi Buffon     | Italia           | Juventus          | 5      |
| 22    | Luís Figo            | Portugalia       | Real Madrid       | 4      |
| 23    | Zinedine Zidane      | Franța           | Real Madrid       | 3      |
| 24    | Rubén Baraja         | Spania           | Valencia          | 2      |
| 24    | Ludovic Giuly        | Franța           | Barcelona         | 2      |
| 24    | Maniche              | Portugalia       | Porto             | 2      |
| 24    | Antonios Nikopolidis | Grecia           | Olympiacos        | 2      |
| 28    | Paolo Maldini        | Italia           | Milan             | 1      |
| 28    | Vicente              | Spania           | Valencia          | 1      |

Au mai fost nominalizați 15 jucători, dar nu au primit nici un vot: Aílton (Werder Bremen, Schalke 04), Roberto Ayala (Valencia), Fabien Barthez (Manchester United, Marseille), David Beckham (Real Madrid), Petr Čech (Chelsea), Emerson (Roma, Juventus), Juninho (Lyon), Michalis Kapsis (AEK Atena, Bordeaux), Henrik Larsson (Celtic, Barcelona), Johan Micoud (Werder Bremen), Mista (Valencia), Alessandro Nesta (Milan}), Andrea Pirlo (Milan), José Antonio Reyes (Sevilla, Arsenal), Ronaldo (Real Madrid), Tomáš Rosický (Borussia Dortmund), Paul Scholes (Manchester United), Clarence Seedorf (Milan), Giourkas Seitaridis (Panathinaikos, Porto), Francesco Totti (Roma) și Patrick Vieira (Arsenal).